# Viken (Norrfjärdens socken, Norrbotten)
Viken är en sjö i Piteå kommun i Norrbotten och ingår i Rosåns huvudavrinningsområde. Sjön har en area på 0,326 kvadratkilometer och ligger 2 meter över havet. Sjön avvattnas av vattendraget Rosån.

## Delavrinningsområde
Viken ingår i det delavrinningsområde (727165-177320) som SMHI kallar för Mynnar i havet. Medelhöjden är 16 meter över havet och ytan är 5,96 kvadratkilometer. Räknas de 14 avrinningsområdena uppströms in blir den ackumulerade arean 195,8 kvadratkilometer. Avrinningsområdets utflöde Rosån mynnar i havet. Avrinningsområdet består mestadels av skog (62 procent). Avrinningsområdet har 0,4 kvadratkilometer vattenytor vilket ger det en sjöprocent på 5,5 procent. Bebyggelsen i området täcker en yta av 0,94 kvadratkilometer eller 13 procent av avrinningsområdet.